# Гелен (син Пірра)
Гелен (грец. Έλενος; III століття до н. Е.) - епірський полководець, син царя Пірра.

## Біщграфія
Як свідчив Плутарх, Гелен народився від шлюбу Пірра з іллірійською принцесою Біркенной, дочкою царя Дарданського царства Барділла II. Однак за Юстином, матір'ю Гелена був дочка Сіракузького тирана Агафокла Ланасса.
Гелен, ще бувши в дуже молодому віці, супроводжував батька в його західному поході. Після перших успіхів на території Сицилії Пірр хотів зробити свого молодшого сина правителем усього острова, відвойованого у карфагенян. Згодом, після свого повернення на Апенніни, Пірр призначив Гелена комендантом фортеці в місті Таранто на півдні нинішньої Італії,  жителі якого колись і закликали епірського царя для боротьби з римлянами.
Ще через деякий час Гелен був відкликаний батьком для участі у війні з Пелопоннесом 272 року до н. е. Перебуваючи з частиною свого війська в Аргосі і прагнучи вийти з нього, Пірр передав синові, який був назовні стін наказ зруйнувати частину міського муру і допомогти вихду військ, якщо ворог атакуватиме. Однак через метушню гонець передав розпорядження невірно, і царевич, взявши наявних слонів і найсильніших солдат, увійшов через ворота в місто на допомогу батькові. 
Після загибелі Пірра Гелен здався в полон Алкіонею, синові Антігона II Гоната. Македонський цар поставився до сина свого старовинного ворога з підкресленою повагою і дозволив йому повернутися на батьківщину, де тіло Пірра і було віддане землі. Однак, надалі Антигон захопив табір епіріотів і змусив їх перейти до себе на службу.
Про подальшу долю Гелена історичні джерела не повідомляють.